# 世界电子竞技运动会
世界电子竞技运动会（英語：World Electronic Sports Games，简称WESG）是一个由阿里体育组织的国际赛会制电子竞技锦标赛。 第一届WESG总奖金池550万美元， 总投入1亿人民币，总决赛于2017年1月结束。

## 项目列表
2017年WESG的项目包含有：
- 《反恐精英：全球攻势》[1]
- 《Dota 2》[1]
- 《炉石传说》[1]
- 《星海爭霸II》[1]

## 赛事历史

### 2016－2017年
第一届WESG的资格赛于2016年5月开始，总决赛于2017年1月结束。

### 2017－2018年
第二届WESG的资格赛于2017年7月开始，9月在苏州举行了中国区总决赛，11月在巴塞罗那举行了欧洲区总决赛，目前正在进行的是亚太赛区的比赛。
TVB Anywhere平台亦都有為此項目作出直播，透過盒子中的TVB直播台以及TVB Anywhere app的免費區放送。